# Abraham Merzbacher
Abraham Merzbacher (* 19. September 1812 in Baiersdorf (Mittelfranken); † 4. Juni 1885 in München) war ein deutsch-jüdischer Münzhändler, Bankier und Mäzen.
Merzbacher entstammte einer Rabbinerfamilie. 1834 schloss er das (heutige) Wilhelmsgymnasium München ab. Anschließend erhielt eine Ausbildung als Rabbiner an den Talmudschulen von Erlangen und Fürth und studierte an der Universität München. Kurzzeitig war er als Rabbiner in Ansbach tätig. Er trat 1840 in das Münchener Bankgeschäft J. N. Oberndoerffer ein (Joel Nathan Oberndoerffer war der Onkel seiner Frau Nanny, geb. Oberndoerffer) und leitete die Münzhandlung.
1873 zog er sich aus dem Geschäftsleben zurück. Von 1868 bis 1897 förderte er die sechzehnbändige wissenschaftliche Ausgabe des Talmud (Dikduke Soferim. Variae lectiones in Mischnam et in Talmud babylonicum) seines Freundes Raphael Nathan Rabinowitz. In diesem Zusammenhang entstand auch seine umfangreiche Sammlung von ca. 6000 jüdischen Büchern, die Bibliotheca Merzbacheriana Monacensis, die 1903 an die Frankfurter Stadtbibliothek verkauft wurde.
Sein Sohn Eugen Merzbacher übernahm den Münzhandel.